# Nati il 24 maggio
| Questa pagina contiene informazioni ricavate automaticamente dalle voci biografiche con l'ausilio del template Bio e di un bot. L'aggiornamento è periodico e automatico e ricostruisce completamente la pagina. Se manca una persona in questa lista, sei pregato di non aggiungerla, ma accertati piuttosto che la sua voce biografica contenga il template Bio e che i dati anagrafici siano correttamente compilati. Se il template Bio manca, inseriscilo tu stesso o, in alternativa, metti l'avviso {{tmp\|Bio}} che ne segnala la mancanza. Se i dati riportati sono sbagliati, correggi direttamente la voce biografica; le modifiche saranno visibili in questa lista entro pochi giorni. Per chiarimenti vedi il progetto biografie. La lista contiene solo le 1.131 persone che sono citate nell'enciclopedia e per le quali è stato implementato correttamente il template Bio. Pagina aggiornata al 13 ago 2025. |

## I secolo a.C.(1)
- 15 a.C. - Germanico Giulio Cesare, politico e militare romano († 19)

## XIV secolo(1)
- 1335 - Margherita di Boemia, regina († 1349)

## XV secolo(1)
- 1494 - Pontormo, pittore italiano († 1557)

## XVI secolo(2)
- 1544 - William Gilbert, fisico britannico († 1603)
- 1545 - Dorotea di Lorena, duchessa francese († 1621)

## XVII secolo(19)
- 1607 - Niccolò Toppi, storico e bibliografo italiano († 1681)
- 1616 - John Maitland, I duca di Lauderdale, nobile e politico britannico († 1682)
- 1619 - Philips Wouwerman, pittore e disegnatore olandese († 1668)
- 1634 - Elisabetta Giuliana di Schleswig-Holstein-Sonderburg-Norburg, nobile tedesca († 1704)
- 1647 - Nicola Caravita, giurista e filosofo italiano († 1717)
- 1648 - Alberto di Sassonia-Coburgo, nobile († 1699)
- 1649 - Antonio Giannettini, compositore, organista e cantante italiano († 1721)
- 1653 - Salvatore Bianchi, pittore italiano († 1727)
- 1654 - Angelo Marinali, scultore italiano († 1702)
- 1670 - Vitus Pichler, teologo e giurista tedesco († 1736)
- 1671 - Domenico Antonio Donbattista, presbitero italiano († 1739)
- 1677 - Cristiano Ludovico di Brandeburgo-Schwedt, principe e militare († 1734)
- 1678 - Alexis Grimou, pittore francese († 1733)
- 1681 - Manuel Pinto de Fonseca, portoghese († 1773)
- 1686 - Daniel Gabriel Fahrenheit, fisico e inventore tedesco († 1736)
- 1689 - Daniel Finch, VIII conte di Winchilsea, politico inglese († 1769)
- 1693 - Georg Raphael Donner, scultore e prete austriaco († 1741)
- 1698 - Giovanni di Birkenfeld-Gelnhausen, nobile tedesco († 1780)
- 1699 - Adam Ignacy Komorowski, arcivescovo cattolico polacco († 1759)

## XVIII secolo(36)
- 1701 - Johann Philipp von Walderdorff, arcivescovo cattolico tedesco († 1768)
- 1702 - Marco Alvise Pitteri, incisore italiano († 1786)
- 1702 - Giuseppe Federico Ernesto di Hohenzollern-Sigmaringen, principe († 1769)
- 1709 - Théodore Tronchin, medico svizzero († 1781)
- 1713 - Joseph Maria von Thun und Hohenstein, vescovo cattolico austriaco († 1763)
- 1716 - Costantino d'Assia-Rheinfels-Rotenburg, nobile († 1778)
- 1718 - Giovanni Antonio Farina, profumiere italiano († 1787)
- 1719 - Ignazio Paternò Castello, archeologo e mecenate italiano († 1786)
- 1723 - Peder Ascanius, zoologo e geologo norvegese († 1803)
- 1723 - Antonio Caballero y Góngora, arcivescovo cattolico spagnolo († 1796)
- 1724 - Marco Coltellini, librettista, poeta e editore italiano († 1777)
- 1726 - Pasquale Amati, storiografo italiano († 1796)
- 1743 - Jean-Paul Marat, politico, medico e giornalista francese († 1793)
- 1748 - Christian Ehrenfried Weigel, naturalista e chimico tedesco († 1831)
- 1751 - Carlo Emanuele IV di Savoia, sovrano († 1819)
- 1754 - Francesco Giampietri, giurista e magistrato italiano († 1821)
- 1761 - Wilhelm Lothar Maria von Kerpen, generale austriaco († 1823)
- 1763 - Robert Adair, diplomatico inglese († 1855)
- 1763 - Pierre-Gaspard Chaumette, rivoluzionario e avvocato francese († 1794)
- 1765 - Elizabeth Sutherland, XIX contessa di Sutherland, nobildonna scozzese († 1839)
- 1767 - Joseph Ignaz Schnabel, compositore tedesco († 1831)
- 1769 - Charlotte Boyle-Walsingham, XXI baronessa de Ros, nobildonna irlandese († 1831)
- 1769 - Ercole Rinaldo d'Este, nobile († 1795)
- 1770 - Ignaz Döllinger, anatomista tedesco († 1841)
- 1770 - Luisa di Prussia, principessa prussiana († 1836)
- 1771 - Federico d'Assia-Kassel, nobile e generale danese († 1845)
- 1772 - Charles Montagu-Scott, IV duca di Buccleuch, politico scozzese († 1819)
- 1772 - Adèle de Bellegarde, nobildonna francese († 1830)
- 1775 - Matthew Whitworth-Aylmer, V barone Aylmer, militare inglese († 1850)
- 1778 - Raffaele de Cosa, ammiraglio italiano († 1856)
- 1786 - Francesco Mondini, medico e anatomista italiano († 1844)
- 1790 - John Davy, chimico britannico († 1868)
- 1793 - Edward Hitchcock, geologo, paleontologo e botanico statunitense († 1864)
- 1794 - William Whewell, filosofo, mineralogista e storico della scienza inglese († 1866)
- 1797 - Henry Thynne, III marchese di Bath, politico e militare inglese († 1837)
- 1799 - Alessandro Bottone di San Giuseppe, politico italiano († 1858)

## XIX secolo(148)
- 1803 - Carlo Luciano Bonaparte, nobile, naturalista e ornitologo francese († 1857)
- 1803 - Alexander von Nordmann, biologo finlandese († 1866)
- 1804 - Filippo Gnaccarini, scultore italiano († 1875)
- 1804 - Ambrose Kingsland, politico statunitense († 1878)
- 1806 - Vincenzo Cesati, botanico italiano († 1883)
- 1810 - Fratelli Bandiera, patriota italiano († 1844)
- 1812 - Teodoro Duclère, pittore italiano († 1869)
- 1812 - Fritz L'Allemand, pittore austriaco († 1866)
- 1813 - Francesco Fiorenzi, politico e ingegnere italiano († 1895)
- 1814 - Adalbert von Bredow, ufficiale tedesco († 1890)
- 1815 - Robustiano Morosoli, avvocato e politico italiano († 1904)
- 1816 - Emanuel Leutze, pittore tedesco († 1868)
- 1816 - Albert Richard Smith, scrittore e alpinista inglese († 1860)
- 1817 - Richard Somerset, II barone Raglan, nobile inglese († 1884)
- 1818 - Henrik Weber, pittore ungherese († 1866)
- 1819 - Ernst Dohm, editore, attore teatrale e traduttore tedesco († 1883)
- 1819 - Vittoria del Regno Unito, regina britannica († 1901)
- 1820 - William Chauvenet, astronomo e matematico statunitense († 1870)
- 1821 - Juan Bautista Topete, militare e politico spagnolo († 1885)
- 1822 - Simeone Gliubich, archeologo, teologo e storico croato († 1896)
- 1823 - Giuseppe Raggio, pittore italiano († 1916)
- 1825 - Giannina Milli, scrittrice, poetessa e educatrice italiana († 1888)
- 1825 - Giuseppe Rega, politico e avvocato italiano († 1891)
- 1826 - Marie Goegg-Pouchoulin, attivista svizzera († 1899)
- 1830 - Anthony Durnford, militare britannico († 1879)
- 1830 - Aleksej Kondrat'evič Savrasov, pittore russo († 1886)
- 1830 - John Walsh, arcivescovo cattolico irlandese († 1898)
- 1834 - Alphonso Barto, politico statunitense († 1899)
- 1834 - Giuseppe Carnazza Puglisi, giurista e politico italiano († 1910)
- 1835 - Adolf Tobler, linguista e filologo svizzero († 1910)
- 1838 - Paul Laband, giurista tedesco († 1918)
- 1839 - Tito Mattei, compositore, pianista e direttore d'orchestra italiano († 1914)
- 1840 - Giulio Bianchi, politico italiano († 1898)
- 1840 - Margherita di Sassonia, principessa († 1858)
- 1841 - Zulma Bouffar, attrice e cantante francese († 1909)
- 1841 - Charles Napier Hemy, pittore inglese († 1917)
- 1844 - Ivan Osipovič Jarkovskij, ingegnere e astronomo russo († 1902)
- 1844 - Friedrich Trendelenburg, chirurgo tedesco († 1924)
- 1845 - Madeleine Lemaire, pittrice francese († 1928)
- 1847 - Wilhelm Haarmann, chimico tedesco († 1931)
- 1848 - Benno Baginsky, medico tedesco († 1919)
- 1848 - William Henry Miller, architetto statunitense († 1922)
- 1848 - Salvatore Tolu, arcivescovo cattolico italiano († 1914)
- 1849 - Albert Lancaster, meteorologo e astronomo belga († 1908)
- 1850 - Domenico Bortolan, letterato e storico italiano († 1928)
- 1850 - Rosa Junck, esperantista boema († 1929)
- 1855 - Alfred Cort Haddon, antropologo e etnologo britannico († 1940)
- 1855 - Arthur Wing Pinero, drammaturgo britannico († 1934)
- 1855 - Manfred von Richthofen, generale tedesco († 1939)
- 1856 - Vincenzo Camerini, avvocato e politico italiano († 1938)
- 1856 - Andrew Watson, calciatore scozzese († 1921)
- 1857 - Richard Mansfield, attore statunitense († 1907)
- 1857 - Olga Ossani, giornalista e scrittrice italiana († 1933)
- 1857 - John Williams, militare britannico († 1932)
- 1858 - Camille Bellaigue, critico musicale e musicologo francese († 1930)
- 1859 - Osvald Polívka, architetto ceco († 1931)
- 1859 - Gustavo Salvini, attore italiano († 1930)
- 1859 - Giulio Vivanti, matematico italiano († 1949)
- 1860 - Emily Fitzroy, attrice britannica († 1954)
- 1860 - Jack Robson, allenatore di calcio inglese († 1922)
- 1861 - Gerald Strickland, politico maltese († 1940)
- 1862 - Gavino Cano, zoologo e naturalista italiano († 1895)
- 1862 - Karl Kailer von Kaltenfels, ammiraglio austriaco († 1917)
- 1863 - Cesare Pirzio Biroli, militare italiano († 1915)
- 1865 - Giovanni Badaracco, tenore italiano († 1940)
- 1867 - Nicola Serra, avvocato, politico e antifascista italiano († 1950)
- 1868 - Francesco Flamini, critico letterario e poeta italiano († 1922)
- 1868 - Maximilienne Guyon, pittrice e illustratrice francese († 1903)
- 1870 - Benjamin Nathan Cardozo, giudice statunitense († 1938)
- 1870 - Ynes Mexia, botanica statunitense († 1938)
- 1870 - Alice Seeley Harris, missionaria e fotografa britannica († 1970)
- 1870 - Jan Smuts, filosofo, militare e politico sudafricano († 1950)
- 1871 - Agostino Laera, vescovo cattolico italiano († 1942)
- 1872 - Giuseppe Ferdinando d'Asburgo-Lorena, nobile († 1942)
- 1873 - Giuseppe Cantù, militare e politico italiano († 1940)
- 1873 - Giovanni Ciraolo, avvocato, giornalista e politico italiano († 1954)
- 1875 - Moise Poggetto, antifascista e partigiano italiano († 1944)
- 1875 - Victor Wahltuch, scacchista inglese († 1953)
- 1876 - Maurilio Fossati, cardinale e arcivescovo cattolico italiano († 1965)
- 1876 - Mario Longhena, politico italiano († 1967)
- 1877 - H.O. Martinek, regista e attore francese († 1935)
- 1877 - Ángel Mentasti, produttore cinematografico italiano († 1937)
- 1877 - Hanna Sheehy-Skeffington, attivista irlandese († 1946)
- 1878 - Giovanni Bertini, politico e avvocato italiano († 1949)
- 1878 - Lillian Moller Gilbreth, ingegnera, dirigente d'azienda e psicologa statunitense († 1972)
- 1879 - Otto Reche, antropologo, docente e scrittore tedesco († 1966)
- 1880 - Pietro Maletti, generale italiano († 1940)
- 1881 - Mikuláš Schneider-Trnavský, compositore e direttore d'orchestra slovacco († 1958)
- 1882 - Creighton Hale, attore irlandese († 1965)
- 1882 - James Oppenheim, poeta, scrittore e editore statunitense († 1932)
- 1883 - Elsa Maxwell, giornalista e scrittrice statunitense († 1963)
- 1884 - Pontus Hanson, pallanuotista e nuotatore svedese († 1962)
- 1884 - Clark Hull, psicologo statunitense († 1952)
- 1885 - Susan Sutherland Isaacs, psicoanalista e pedagogista britannica († 1948)
- 1886 - Hans Ritter von Adam, militare e aviatore tedesco († 1917)
- 1886 - Paul Paray, direttore d'orchestra e compositore francese († 1979)
- 1886 - Henry Prunières, musicologo francese († 1942)
- 1887 - Giuseppe Aonzo, comandante marittimo e militare italiano († 1954)
- 1887 - Salvatore Galgano, giurista italiano († 1965)
- 1887 - Edward Mannock, aviatore britannico († 1918)
- 1887 - Giulio Sarrocchi, schermidore italiano († 1971)
- 1887 - Jean de La Varende, scrittore francese († 1959)
- 1888 - Mae Dahlberg, attrice australiana († 1969)
- 1888 - Conrad Patzig, ammiraglio tedesco († 1975)
- 1888 - Giovanni Sansone, matematico italiano († 1979)
- 1888 - Umberto Urbani, slavista e traduttore italiano († 1967)
- 1889 - Francisco Blanco Nájera, vescovo cattolico spagnolo († 1952)
- 1889 - Théophile Marie Brébant, militare francese († 1965)
- 1890 - Guido Alessi, militare italiano († 1918)
- 1890 - Adolph Bachmann, calciatore svizzero
- 1890 - Julius Clementz, calciatore norvegese († 1961)
- 1890 - Alessandro Virginio Dolci, tenore italiano († 1954)
- 1891 - William Albright, archeologo e linguista statunitense († 1971)
- 1891 - Ewart Horsfall, canottiere britannico († 1974)
- 1891 - Klara Milch, nuotatrice austriaca († 1970)
- 1891 - Bertil Nordenskjöld, calciatore svedese († 1975)
- 1891 - David Pinsent, filosofo britannico († 1918)
- 1892 - Jean Hilarion, ciclista su strada francese († 1926)
- 1892 - Olaf Ingebrigtsen, ginnasta norvegese († 1971)
- 1892 - Ugo Luca, generale italiano († 1967)
- 1892 - Richard von Schwerin, generale tedesco († 1951)
- 1894 - Damiano Chiesa, militare e patriota italiano († 1916)
- 1894 - Vincenzo D'Annibale, pianista, compositore e direttore d'orchestra italiano († 1950)
- 1894 - Hu Xiansu, botanico cinese († 1968)
- 1894 - Antonio Molinaroli, politico italiano († 1972)
- 1894 - Vidar Stenborg, calciatore svedese († 1960)
- 1895 - Marcel Janco, pittore rumeno († 1984)
- 1895 - Giuseppe Landi, sindacalista e politico italiano († 1964)
- 1895 - Mario Stoppani, aviatore italiano († 1959)
- 1896 - Ettore Crippa, militare italiano († 1935)
- 1896 - Oliviero Mario Olivo, militare e medico italiano († 1981)
- 1896 - Muriel Ostriche, attrice statunitense († 1989)
- 1896 - Tarquinio Pozzoli, politico italiano († 1927)
- 1896 - Fernando Soler, attore, regista e produttore cinematografico messicano († 1979)
- 1897 - Giovanni Armenise, imprenditore, dirigente d'azienda e politico italiano († 1953)
- 1897 - Rodolfo Marán, calciatore uruguaiano († 1983)
- 1898 - Stanisław Batavia, criminologo polacco († 1980)
- 1898 - José Maria Ferreira de Castro, scrittore portoghese († 1974)
- 1898 - Cesare Nielsen, medico e entomologo italiano († 1984)
- 1898 - Helen Brooke Taussig, cardiologa statunitense († 1986)
- 1899 - Virginia Bourbon del Monte, nobile, socialite e mecenate italiana († 1945)
- 1899 - Giuseppe D'Avack, arcivescovo cattolico e scrittore italiano († 1979)
- 1899 - Ferruccio Hellmann, ingegnere e dirigente sportivo italiano († 1979)
- 1899 - Suzanne Lenglen, tennista francese († 1938)
- 1899 - Henri Michaux, scrittore, poeta e pittore belga († 1984)
- 1900 - Gladys Egan, attrice statunitense († 1985)
- 1900 - Fernand Saivé, ciclista su strada e pistard belga († 1981)
- 1900 - Remo Scuriatti, artista, fotografo e pittore italiano († 1972)

## XX secolo(895)
- 1901 - Diego Calcagno, poeta, giornalista e sceneggiatore italiano († 1979)
- 1901 - Renato Cappugi, politico italiano († 1980)
- 1901 - Alfred Cobban, storico inglese († 1968)
- 1901 - Giovanni Gonani, arbitro di calcio italiano
- 1901 - Chick Hannan, attore statunitense († 1980)
- 1901 - Arvid Harnack, economista, giurista e antifascista tedesco († 1942)
- 1901 - Antoine Mazairac, pistard olandese († 1966)
- 1901 - Lucien Moraweck, compositore francese († 1973)
- 1901 - José Nasazzi, allenatore di calcio e calciatore uruguaiano († 1968)
- 1901 - Anton Paulik, compositore e direttore d'orchestra austriaco († 1975)
- 1901 - Hermann Priess, criminale di guerra e generale tedesco († 1985)
- 1902 - Stefano Bonatti, geologo italiano († 1968)
- 1902 - Seishi Yokomizo, scrittore giapponese († 1981)
- 1903 - Bihruz Hanim, nobildonna ottomana († 1955)
- 1903 - Milo Burcham, aviatore statunitense († 1944)
- 1903 - Lofton R. Henderson, aviatore statunitense († 1942)
- 1903 - Gontrano Innocenti, calciatore italiano († 1982)
- 1903 - Friedrich Kaiser Depel, vescovo cattolico tedesco († 1993)
- 1903 - Georges Laloup, ciclista su strada belga († 1979)
- 1903 - Malcolm Muggeridge, giornalista e scrittore britannico († 1990)
- 1903 - Fernando Paternoster, allenatore di calcio e calciatore argentino († 1967)
- 1903 - Boris Poplavskij̝, poeta e scrittore russo († 1935)
- 1904 - Enrico Lattes, architetto italiano († 1934)
- 1904 - Chūhei Nanbu, triplista e lunghista giapponese († 1997)
- 1904 - Elisabetta di Grecia, principessa greca († 1955)
- 1905 - Arturo Bonfanti, pittore e illustratore italiano († 1978)
- 1905 - Escodamè, artista italiano († 1979)
- 1905 - Claire McCardell, stilista statunitense († 1958)
- 1905 - Luigi Punzolo, arcivescovo cattolico italiano († 1989)
- 1905 - Robert B. Sinclair, regista teatrale, regista cinematografico e regista televisivo statunitense († 1970)
- 1905 - Michail Aleksandrovič Šolochov, scrittore e politico sovietico († 1984)
- 1906 - Italo Fratezzi, allenatore di calcio e calciatore brasiliano († 1980)
- 1906 - Harry Hammond Hess, geologo e ammiraglio statunitense († 1969)
- 1906 - Mario Segala, politico italiano († 1949)
- 1907 - Willis Bouchey, attore statunitense († 1977)
- 1907 - Quinto Ferrari, cantautore italiano († 1995)
- 1909 - Guillermo Díaz-Plaja, saggista, poeta e critico letterario spagnolo († 1984)
- 1909 - Camillo Marinone, cestista italiano († 1942)
- 1909 - Ida Zoccarato, supercentenaria italiana († 2022)
- 1910 - Zenel Hajdini, partigiano jugoslavo († 1942)
- 1910 - August Landmesser, operaio, antifascista e militare tedesco († 1944)
- 1911 - Heinz Cramer, generale e aviatore tedesco († 2003)
- 1911 - Ferdinando Dal Pont, calciatore e allenatore di calcio italiano († 1985)
- 1911 - Lorenzo Favero, pittore, docente e critico d'arte italiano († 1974)
- 1911 - Barbara West, britannica († 2007)
- 1911 - Luciano Minguzzi, scultore, medaglista e incisore italiano († 2004)
- 1911 - Lucienne Nahmias, modella francese († 1969)
- 1911 - Michel Pécheux, schermidore francese († 1985)
- 1911 - Ol'ga Skorochodova, insegnante e scrittrice sovietica († 1982)
- 1912 - Alfred Andriola, fumettista statunitense († 1983)
- 1912 - Joseph Anthony, drammaturgo, attore e regista statunitense († 1993)
- 1912 - Leo Gasperl, sciatore alpino austriaco († 1997)
- 1913 - Audrey Brown, velocista britannica († 2005)
- 1913 - Willi Daume, cestista, dirigente sportivo e imprenditore tedesco († 1996)
- 1914 - Granville Beynon, fisico gallese († 1996)
- 1914 - Federico Cafiero, matematico italiano († 1980)
- 1914 - Giordano Cottur, ciclista su strada e dirigente sportivo italiano († 2006)
- 1914 - Luis Lucia, regista e sceneggiatore spagnolo († 1984)
- 1914 - Erwin Nyc, calciatore polacco († 1988)
- 1914 - Lilli Palmer, attrice e scrittrice tedesca († 1986)
- 1914 - Arnaldo Sentimenti, calciatore e allenatore di calcio italiano († 1997)
- 1914 - George Tabori, scrittore ungherese († 2007)
- 1914 - Giuseppe Valdengo, baritono italiano († 2007)
- 1914 - Otto Weidinger, militare tedesco († 1990)
- 1915 - Andrea Scaccini, calciatore e allenatore di calcio italiano († 1995)
- 1916 - Felicia Impastato, attivista italiana († 2004)
- 1916 - Leonardo Cortese, attore, regista e critico teatrale italiano († 1984)
- 1916 - Giorgio Costamagna, archivista e diplomatista italiano († 2000)
- 1916 - Roden Cutler, diplomatico australiano († 2002)
- 1916 - Erich Goede, calciatore tedesco († 1949)
- 1916 - Silvio Ortona, politico, partigiano e sindacalista italiano († 2005)
- 1916 - Bruno Pasino, militare e partigiano italiano († 1945)
- 1916 - Peter Whitney, attore statunitense († 1972)
- 1917 - Arnaldo Fasoli, allenatore di calcio e calciatore italiano
- 1917 - Florence Knoll, architetta, designer e imprenditrice statunitense († 2019)
- 1917 - Rosario Lacerenza, compositore e direttore di banda italiano († 1999)
- 1917 - Ian Russell, XIII duca di Bedford, scrittore inglese († 2002)
- 1918 - Cecil Gould, storico dell'arte britannico († 1994)
- 1918 - Giacinto Grassi, letterato e poeta italiano († 1993)
- 1918 - Francesco Principe, politico italiano († 2008)
- 1918 - Katharina Szelinski-Singer, scultrice tedesca († 2010)
- 1918 - Coleman Young, politico statunitense († 1997)
- 1919 - Herbie Fields, clarinettista e sassofonista statunitense († 1958)
- 1919 - Elmer Jacob Reese, astronomo statunitense († 2010)
- 1920 - Rudy Baric, cestista e allenatore di pallacanestro statunitense († 1993)
- 1920 - Aldo Bassi, politico italiano († 2004)
- 1920 - Elvezio D'Orazi, calciatore italiano
- 1920 - Robert Lynen, attore e partigiano francese († 1944)
- 1920 - Rosella Mancini, poetessa italiana († 1995)
- 1920 - Giovanni Navarru, economista italiano († 2014)
- 1920 - Oswald Tschirtner, pittore austriaco († 2007)
- 1921 - Alexis Josic, architetto francese († 2011)
- 1921 - Vladimir Puškarëv, sollevatore sovietico († 1994)
- 1921 - Evgenija Maksimovna Rudneva, militare sovietica († 1944)
- 1922 - Ole Bakken, cestista canadese († 1992)
- 1922 - Howie Dallmar, cestista e allenatore di pallacanestro statunitense († 1991)
- 1922 - Ferruccio De Ceresa, attore italiano († 1993)
- 1922 - Wanda Lattes, giornalista e scrittrice italiana († 2018)
- 1922 - Gennaro Manna, scrittore, critico letterario e saggista italiano († 1990)
- 1922 - Siobhán McKenna, attrice irlandese († 1986)
- 1922 - Don Megowan, attore statunitense († 1981)
- 1922 - Horst Rippert, aviatore e giornalista tedesco († 2013)
- 1922 - Gonçalo Ribeiro Telles, politico portoghese († 2020)
- 1923 - Francisco Alves, pallanuotista portoghese
- 1923 - Ivano Blason, calciatore italiano († 2002)
- 1923 - Alfredo Massazza, arciere italiano († 2004)
- 1923 - Seijun Suzuki, regista giapponese († 2017)
- 1924 - Dino Ballacci, calciatore e allenatore di calcio italiano († 2013)
- 1924 - Jacques Dixmier, matematico francese
- 1924 - Benedetto Lanza, zoologo e biologo italiano († 2016)
- 1924 - José Manuel Martín, attore spagnolo († 2006)
- 1925 - Carlo Annovazzi, calciatore e allenatore di calcio italiano († 1980)
- 1925 - Bruno Bosco, politico italiano († 1993)
- 1925 - Pedro Gonzalez Gonzalez, attore statunitense († 2006)
- 1925 - Carmine Infantino, fumettista statunitense († 2013)
- 1925 - Jenna McMahon, attrice, cabarettista e produttrice televisiva statunitense († 2015)
- 1925 - Sonia Orbuch, partigiana, scrittrice e superstite dell'Olocausto polacca († 2018)
- 1925 - Raffaele Pisu, attore, comico e conduttore radiofonico italiano († 2019)
- 1925 - Mai Zetterling, attrice, regista e sceneggiatrice svedese († 1994)
- 1926 - Rasso di Baviera, nobile tedesco († 2011)
- 1926 - Stanley Baxter, comico, attore e umorista scozzese
- 1926 - Riccardo Chieppa, magistrato italiano († 2025)
- 1926 - Desmond Davis, regista britannico († 2021)
- 1926 - Rudolf Kippenhahn, astrofisico e scrittore tedesco († 2020)
- 1926 - Sergio Marelli, cestista e dirigente sportivo italiano († 2006)
- 1926 - Lorenzo Parodi, sindacalista e politico italiano († 2011)
- 1927 - Claude Abbes, calciatore e allenatore di calcio francese († 2008)
- 1927 - Fabio Luca Cavazza, editore italiano († 1996)
- 1927 - Jack Kelly, canottiere e imprenditore statunitense († 1985)
- 1927 - Federico Spiess, linguista e filologo svizzero († 2021)
- 1928 - Luigi Albani, calciatore italiano († 1993)
- 1928 - Mauro Bubbico, politico italiano († 1991)
- 1928 - Cristina Calderón, scrittrice, etnografa e lessicografa cilena († 2022)
- 1928 - Vittorio Cristini, calciatore italiano († 1974)
- 1928 - Adrian Frutiger, designer svizzero († 2015)
- 1928 - José Roca, allenatore di calcio e calciatore messicano († 2007)
- 1928 - Hugh Stewart, tennista statunitense († 2024)
- 1928 - William Trevor, scrittore e drammaturgo irlandese († 2016)
- 1929 - Rykle Borger, assiriologo olandese († 2010)
- 1929 - Luciano De Vita, pittore, incisore e scenografo italiano († 1992)
- 1929 - Helmut Fath, pilota motociclistico tedesco († 1993)
- 1929 - Guido Monina, politico italiano († 1998)
- 1929 - Sergio Zaninelli, storico e economista italiano
- 1930 - Enzo Chiomenti, fumettista italiano († 2024)
- 1930 - Franco Crespi, sociologo italiano († 2022)
- 1930 - Matthew Meselson, genetista statunitense
- 1930 - Sergio Pison, calciatore e allenatore di calcio italiano († 1995)
- 1931 - Gianni Basso, sassofonista e compositore italiano († 2009)
- 1931 - Jim Clark, montatore e regista britannico († 2016)
- 1931 - Michael Lonsdale, attore e pittore francese († 2020)
- 1932 - Fernando Di Laura Frattura, politico italiano († 2015)
- 1932 - Göran Larsson, nuotatore svedese († 1989)
- 1932 - Kiril Rakarov, calciatore bulgaro († 2006)
- 1932 - Paolo Washington, basso italiano († 2008)
- 1932 - Arnold Wesker, drammaturgo inglese († 2016)
- 1933 - Attilio Busseti, politico italiano († 2024)
- 1933 - Joe Byrd, musicista statunitense († 2012)
- 1933 - Elisa Debenedetti, storica dell'arte italiana († 2024)
- 1933 - Germano Longo, attore e doppiatore italiano († 2022)
- 1933 - Giancarlo Rittmeyer, topografo italiano († 1963)
- 1933 - József Zsámboki, calciatore ungherese († 2011)
- 1934 - Amedeo Giovanni Conte, filosofo italiano († 2019)
- 1934 - Domenico Libri, mafioso italiano († 2006)
- 1935 - Gérard Charrière, pittore svizzero
- 1935 - Piersanti Mattarella, politico italiano († 1980)
- 1935 - Emilio Pianezzola, latinista italiano († 2016)
- 1935 - Aldo Rizzo, politico e magistrato italiano († 2021)
- 1935 - Giovanni Scuderi, politico italiano
- 1936 - Harold Budd, compositore statunitense († 2020)
- 1936 - Canário, ex calciatore brasiliano
- 1936 - Samy Molcho, mimo, attore e ballerino israeliano
- 1936 - Werner von Moltke, multiplista tedesco († 2019)
- 1936 - Gianmario Roveraro, altista e banchiere italiano († 2006)
- 1936 - Oscar Wauters, cestista belga († 2021)
- 1937 - Timmy Brown, attore e giocatore di football americano statunitense († 2020)
- 1937 - Tonino De Bernardi, regista, produttore cinematografico e insegnante italiano
- 1937 - Maryvonne Dupureur, mezzofondista e velocista francese († 2008)
- 1937 - Archie Shepp, sassofonista statunitense
- 1937 - Benone Sinulescu, cantante e musicista rumeno († 2021)
- 1937 - Brunella Tocci, giornalista, conduttrice televisiva e scrittrice italiana
- 1938 - Prince Buster, cantautore giamaicano († 2016)
- 1938 - Tommy Chong, attore, comico e regista canadese
- 1938 - Bradley Efron, statistico statunitense
- 1938 - Cleo Hill, cestista statunitense († 2015)
- 1938 - Ron Horn, cestista statunitense († 2002)
- 1938 - Freddy Quintero, ex schermidore venezuelano
- 1938 - Peter Roche de Coppens, sociologo, antropologo e psicoterapeuta svizzero († 2012)
- 1938 - Jean-Claude Suaudeau, allenatore di calcio e ex calciatore francese
- 1939 - Carlo Cotti, regista italiano
- 1939 - Cristoforo Palmieri, vescovo cattolico italiano
- 1939 - Gina Pane, performance artist francese († 1990)
- 1939 - Vladimir Zlatoustovskij, regista sovietico († 2019)
- 1940 - Gerhard Bormann, attore tedesco
- 1940 - Iosif Aleksandrovič Brodskij, poeta, saggista e drammaturgo sovietico († 1996)
- 1940 - Jan Brouwer, allenatore di calcio olandese
- 1940 - Barbara Cleverly, scrittrice britannica
- 1940 - Ernesto Olivero, attivista e scrittore italiano
- 1940 - Gerardo Sacco, orafo, imprenditore e gioielliere italiano
- 1940 - Christoph Wolff, musicologo tedesco
- 1941 - Vittorio Biagi, coreografo e ballerino italiano
- 1941 - Gioacchino Cataldo, italiano († 2018)
- 1941 - Vladimir Cvetković, ex cestista jugoslavo
- 1941 - Jean Dockx, calciatore belga († 2002)
- 1941 - Bob Dylan, cantautore e musicista statunitense
- 1941 - Andrés García, attore messicano († 2023)
- 1941 - George Lakoff, linguista statunitense
- 1941 - Ivan Mráz, calciatore, allenatore di calcio e giornalista cecoslovacco († 2024)
- 1941 - Walther Negrão, sceneggiatore, autore televisivo e attore brasiliano
- 1942 - Giuseppe Emili, politico italiano († 2025)
- 1942 - Alberto Gollini, architetto italiano († 2017)
- 1942 - Carolyn Kirsch, attrice, ballerina e cantante statunitense
- 1942 - Lázár Lovász, martellista ungherese († 2023)
- 1942 - Clemente Mazzotta, filologo italiano († 2006)
- 1942 - Hannu Mikkola, pilota di rally finlandese († 2021)
- 1942 - James Fraser Stoddart, chimico britannico († 2024)
- 1942 - Mary Willis Walker, scrittrice statunitense († 2023)
- 1943 - Héctor Rubén Aguer, arcivescovo cattolico argentino
- 1943 - Gary Burghoff, attore televisivo statunitense
- 1943 - Victor Frazer, politico americo-verginiano
- 1943 - Melissa Gabardi, storica dell'arte, scrittrice e giornalista italiana († 2021)
- 1943 - Jair Silva Santos, ex calciatore brasiliano
- 1943 - Marcel Kunz, calciatore svizzero († 2017)
- 1943 - Lonnie Lynn, cestista statunitense († 2014)
- 1943 - Marco Maria Olivetti, filosofo e storico della filosofia italiano († 2006)
- 1943 - Juhani Suutarinen, ex biatleta finlandese
- 1944 - Susana Baca, cantante, compositrice e politica peruviana
- 1944 - Rustam Chamdamov, regista, sceneggiatore e costumista sovietico
- 1944 - Christine Delaroche, attrice francese
- 1944 - Patti LaBelle, cantante e attrice statunitense
- 1944 - Dominique Lavanant, attrice francese
- 1944 - DeWitt Menyard, cestista e allenatore di pallacanestro statunitense († 2009)
- 1944 - Tore Nordtvedt, ex calciatore norvegese
- 1944 - Óscar Ortubé, arbitro di calcio boliviano († 2024)
- 1944 - Mirka Sartori, ex modella italiana
- 1944 - John Smith, ex cestista statunitense
- 1945 - Bärbel Bohley, attivista e pittrice tedesca († 2010)
- 1945 - Terry Callier, chitarrista e cantautore statunitense († 2012)
- 1945 - Clinton Jones, ex giocatore di football americano statunitense
- 1945 - Michele D'Alessandro, mafioso italiano († 1999)
- 1945 - Driss Jettou, politico marocchino
- 1945 - Priscilla Presley, attrice statunitense
- 1946 - Larry Wayne Chaffin, militare statunitense († 1985)
- 1946 - Tansu Çiller, politica turca
- 1946 - Jim Eakins, ex cestista statunitense
- 1946 - Pancho Guzmán, ex tennista ecuadoriano
- 1946 - Harold Hansen, ex calciatore canadese
- 1946 - Jackie Berroyer, attore, sceneggiatore e dialoghista francese
- 1946 - Ian Kirkpatrick, ex rugbista a 15 neozelandese
- 1946 - Nicolau dos Reis Lobato, rivoluzionario e politico est-timorese († 1978)
- 1946 - Bruno Morri, ex tiratore a segno sammarinese
- 1946 - Claudio Mutti, saggista e editore italiano
- 1946 - Thomas Nordahl, ex calciatore e allenatore di calcio svedese
- 1946 - Odon Marie Arsène Razanakolona, arcivescovo cattolico malgascio
- 1946 - Robby Robinson, ex culturista statunitense
- 1946 - Irena Szewińska, velocista, lunghista e dirigente sportiva polacca († 2018)
- 1946 - Mel Tjeerdsma, allenatore di football americano statunitense
- 1947 - Enrico Alberti, giocatore di curling italiano
- 1947 - Albert Bouchard, batterista statunitense
- 1947 - Svetlana Toma, attrice sovietica
- 1947 - Richard Krawczyk, ex calciatore francese
- 1947 - Cecilia Martinez, ex tennista statunitense
- 1947 - Cynthia Plaster Caster, artista statunitense († 2022)
- 1947 - Henry Rivas, chitarrista colombiano († 2006)
- 1947 - Emile Shoufani, presbitero palestinese († 2024)
- 1947 - Waddy Wachtel, compositore, produttore discografico e chitarrista statunitense
- 1947 - Martin Winterkorn, dirigente d'azienda e imprenditore tedesco
- 1947 - Marco Zanichelli, dirigente d'azienda e dirigente pubblico italiano
- 1948 - Michail Čyhir, politico bielorusso
- 1948 - Richard Dembo, regista e sceneggiatore francese († 2004)
- 1948 - Francisco Escalero, serial killer spagnolo († 2014)
- 1948 - Rolf-Dieter Heuer, fisico tedesco
- 1948 - Judith Kahan, attrice e sceneggiatrice statunitense
- 1948 - Kristján Jóhannsson, tenore islandese
- 1948 - Sergio Loro Piana, imprenditore italiano († 2013)
- 1949 - Hubert Birkenmeier, ex calciatore tedesco
- 1949 - Jim Broadbent, attore britannico
- 1949 - Steve Cohen, politico statunitense
- 1949 - Aurelio De Laurentiis, produttore cinematografico e imprenditore italiano
- 1949 - Roger Deakins, direttore della fotografia britannico
- 1949 - Rob Edwards, attore britannico
- 1949 - Ricardo Franco, regista, sceneggiatore e attore spagnolo († 1998)
- 1949 - Giorgio Giomo, ex cestista italiano
- 1949 - Roberto Meroi, giornalista e storico italiano
- 1949 - Geoff Westley, produttore discografico, compositore e direttore d'orchestra britannico
- 1950 - Petra van der Burg, ex cestista olandese
- 1950 - Marc Collat, allenatore di calcio e ex calciatore francese
- 1950 - Andrea Coppola, attore italiano
- 1950 - Thomas DeSimone, mafioso statunitense († 1978)
- 1950 - Guglielmo Guerrini, allenatore di pallavolo italiano
- 1950 - Franco Montanari, grecista e filologo classico italiano
- 1950 - Sun Chunlan, politica cinese
- 1950 - Antonio Zanardi Landi, diplomatico e ambasciatore italiano
- 1951 - Jean-Pierre Bacri, attore e sceneggiatore francese († 2021)
- 1951 - Lyle Blackwood, giocatore di football americano statunitense
- 1951 - Saverio Capolupo, generale italiano
- 1951 - Antonio Da Costa, cantante e arrangiatore italiano
- 1951 - Vanda Daminato, artista e pittrice italiana
- 1951 - Gennaro De Stefano, giornalista e scrittore italiano († 2008)
- 1951 - Ronald Parise, astronauta statunitense († 2008)
- 1951 - Aldo Pedron, giornalista, critico musicale e conduttore radiofonico italiano
- 1951 - Flavio Pertoldi, politico italiano
- 1951 - Elisabetta Piccolomini, attrice italiana
- 1951 - Baudouin Prot, imprenditore francese
- 1952 - Cerrone, compositore e produttore discografico francese
- 1952 - Fratelli Chiodo, effettista e regista statunitense
- 1952 - Franco Conte, politico italiano
- 1952 - Sybil Danning, attrice austriaca
- 1952 - Henrik Flöjt, biatleta finlandese († 2005)
- 1952 - Franco Murer, pittore e scultore italiano
- 1952 - Bill Thornbury, attore e musicista statunitense
- 1952 - Pierre Van Dormael, musicista e compositore belga († 2008)
- 1953 - Gustavo Aguirre, ex cestista argentino
- 1953 - Nell Campbell, attrice e cantante australiana
- 1953 - Diego Cugia, giornalista, scrittore e regista italiano
- 1953 - Lamberto Leoni, ex pilota automobilistico e pilota motonautico italiano
- 1953 - Alfred Molina, attore e doppiatore britannico
- 1953 - Carlos Rivas, ex calciatore cileno
- 1954 - Nassir Al-Ghanim, ex calciatore kuwaitiano
- 1954 - Sa'ad Al-Houti, ex calciatore kuwaitiano
- 1954 - Bjørn Dahl, dirigente sportivo e ex calciatore norvegese
- 1954 - Isidro Díaz González, ex calciatore spagnolo
- 1954 - Mitch Kupchak, ex cestista e dirigente sportivo statunitense
- 1954 - Doug Lamborn, politico statunitense
- 1954 - Dieter Mirnegg, ex calciatore, dirigente sportivo e allenatore di calcio austriaco
- 1954 - Gijze Stroboer, ex pallanuotista olandese
- 1954 - John J. B. Wilson, pubblicitario statunitense
- 1955 - Dominique Beillan, ex tennista francese
- 1955 - Rosanne Cash, cantante e compositrice statunitense
- 1955 - Roberto Mario Sergio Commercio, politico italiano
- 1955 - Armando De Razza, cantante e attore italiano
- 1955 - Gianfranco Dell'Alba, politico e funzionario italiano
- 1955 - Philippe Lafontaine, cantante e compositore belga
- 1955 - Tom Lynch, ex giocatore di football americano statunitense
- 1955 - Marco Negri, ex pallavolista italiano
- 1955 - Maura Soshin O'Halloran, monaca buddhista e scrittrice irlandese († 1982)
- 1955 - Rajesh Roshan, compositore indiano
- 1956 - Laura D'Angelo, attrice e coreografa italiana († 2010)
- 1956 - Rayni Fox, tennista statunitense
- 1956 - Nathalie Griesbeck, politica francese
- 1956 - Ramón Ibarra, wrestler messicano
- 1956 - Rebecca Kadaga, politica e avvocato ugandese
- 1956 - Sean Kelly, dirigente sportivo e ex ciclista su strada irlandese
- 1956 - Irena Rajniaková, ex cestista slovacca
- 1956 - Doug Rougvie, ex calciatore scozzese
- 1956 - Bebo Storti, attore, comico e politico italiano
- 1956 - Matthias Strauss, ex cestista tedesco
- 1957 - Roberta Gasparetti, doppiatrice italiana
- 1957 - Artie Hatzes, astronomo statunitense
- 1957 - Walter Moers, scrittore, sceneggiatore e fumettista tedesco
- 1957 - John G. Rowland, politico statunitense
- 1958 - Cecka Cačeva, politica bulgara
- 1958 - Marcello Cirillo, cantante, conduttore televisivo e attore teatrale italiano
- 1958 - Peter H. Gilmore, scrittore statunitense
- 1958 - Shinji Hashimoto, autore di videogiochi giapponese
- 1958 - Davide Ragazzoni, batterista italiano
- 1958 - Norio Sasaki, allenatore di calcio e ex calciatore giapponese
- 1959 - Modesto Della Rosa, politico italiano
- 1959 - Davide Giacalone, giornalista e scrittore italiano
- 1959 - Monika Hauser, ginecologa e attivista svizzera
- 1959 - Bernhard Jussen, storico tedesco
- 1959 - Pelle Lindbergh, hockeista su ghiaccio svedese († 1985)
- 1959 - Aleš Pipan, allenatore di pallacanestro sloveno
- 1959 - Prithvirajsing Roopun, politico mauriziano
- 1959 - Teruyo Tanaka, ex atleta paralimpica giapponese
- 1959 - José Trinidad Zapata Ortiz, vescovo cattolico messicano
- 1959 - Orietta Vanin, politica italiana
- 1960 - Guido Bagatta, giornalista, conduttore televisivo e conduttore radiofonico italiano
- 1960 - Stojan Balov, ex lottatore bulgaro
- 1960 - Pat Bonner, ex calciatore irlandese
- 1960 - Charlie Dent, politico statunitense
- 1960 - Guy Fletcher, polistrumentista, cantautore e compositore britannico
- 1960 - Roy Foster, ex giocatore di football americano statunitense
- 1960 - Heinz Grill, alpinista e scrittore tedesco
- 1960 - Doug Jones, attore e mimo statunitense
- 1960 - Jan Jönsson, allenatore di calcio e ex calciatore svedese
- 1960 - Jorginho Pinheiro, ex giocatore di calcio a 5 brasiliano
- 1960 - Vïtalïý Kafanov, allenatore di calcio e ex calciatore turkmeno
- 1960 - Paul McCreesh, direttore d'orchestra britannico
- 1960 - Raşit Meredow, politico e diplomatico turkmeno
- 1960 - Pete Metzelaars, ex giocatore di football americano statunitense
- 1960 - Hana Peklová, ex cestista cecoslovacca
- 1960 - Nahid Persson, regista iraniana
- 1960 - Brian Quinn, allenatore di calcio e ex calciatore statunitense
- 1960 - Kristin Scott Thomas, attrice, regista e sceneggiatrice britannica
- 1961 - Shō Aikawa, attore e compositore giapponese
- 1961 - Ilaria Alpi, giornalista e fotoreporter italiana († 1994)
- 1961 - Abdulla Aripov, politico uzbeko
- 1961 - Cho Yoon-hwan, ex calciatore sudcoreano
- 1961 - Tiziana Lo Conte, cantante e musicista italiana
- 1961 - A. Ralph Mollis, politico statunitense
- 1961 - Maria Rosa Quario, giornalista e ex sciatrice alpina italiana
- 1961 - Alessandra Riegler, scacchista italiana
- 1961 - Ismael Urtubi, allenatore di calcio e ex calciatore spagnolo
- 1961 - Stefano Zuffi, storico dell'arte italiano
- 1962 - Héctor Camacho, pugile portoricano († 2012)
- 1962 - Kenton Edelin, cestista statunitense († 2022)
- 1962 - Štefan Füle, diplomatico e politico ceco
- 1962 - Simone Guiducci, chitarrista e compositore italiano
- 1962 - Massimo Mauro, dirigente sportivo, ex calciatore e politico italiano
- 1962 - Artur Berkut, cantautore e musicista russo
- 1962 - Gene Anthony Ray, attore e ballerino statunitense († 2003)
- 1962 - Charles Rettinghaus, attore e doppiatore tedesco
- 1962 - Juan José Urruti, ex calciatore argentino
- 1963 - Sùhbaataryn Batbold, politico mongolo
- 1963 - Ludovic Batelli, allenatore di calcio e ex calciatore francese
- 1963 - Ivan Capelli, ex pilota automobilistico e telecronista sportivo italiano
- 1963 - Michael Chabon, scrittore, saggista e fumettista statunitense
- 1963 - Joe Dumars, ex cestista e dirigente sportivo statunitense
- 1963 - Ken Flach, tennista statunitense († 2018)
- 1963 - Narcís Julià, allenatore di calcio e ex calciatore spagnolo
- 1963 - Luminița Maringut, ex cestista rumena
- 1963 - Massimo Osanna, archeologo e dirigente pubblico italiano
- 1963 - Hugo Race, musicista e produttore discografico australiano
- 1964 - Raed Arafat, medico e politico rumeno
- 1964 - Marjan van Dulmen, ex cestista olandese
- 1964 - Kazuhiro Fujita, fumettista giapponese
- 1964 - Clayton Gerein, atleta paralimpico canadese († 2010)
- 1964 - Monika Hess, ex sciatrice alpina svizzera
- 1964 - Markku Kanerva, allenatore di calcio e ex calciatore finlandese
- 1964 - Erik Lindh, tennistavolista svedese
- 1964 - Capricia Marshall, avvocato, funzionario e diplomatica statunitense
- 1964 - Liz McColgan, ex mezzofondista e maratoneta britannica
- 1964 - Adrian Moorhouse, ex nuotatore britannico
- 1964 - Rolando Ferreira, ex cestista brasiliano
- 1964 - Richard Tavares, ex calciatore uruguaiano
- 1964 - Pat Verbeek, dirigente sportivo e ex hockeista su ghiaccio canadese
- 1964 - Tony Vitale, regista, scenografo e produttore cinematografico statunitense
- 1965 - Pietro Camedda, militare italiano
- 1965 - Giuseppe Carillo, allenatore di calcio e ex calciatore italiano
- 1965 - Maurizio Coppola, allenatore di calcio e ex calciatore italiano
- 1965 - Carmen Di Pietro, showgirl, attrice e personaggio televisivo italiana
- 1965 - Robert Gergov, ex cestista bulgaro
- 1965 - Brian Irvine, ex calciatore scozzese
- 1965 - Dmitrij Mendreljuk, editore e giornalista russo
- 1965 - John C. Reilly, attore statunitense
- 1965 - Valia Santella, sceneggiatrice e regista italiana
- 1965 - Peter Tuiasosopo, attore statunitense († 2025)
- 1965 - Shin'ichirō Watanabe, regista, sceneggiatore e produttore cinematografico giapponese
- 1966 - Maria Laura Baccarini, attrice teatrale, showgirl e cantante italiana
- 1966 - Andrea Bellini, allenatore di calcio e ex calciatore italiano
- 1966 - Manfred Bender, allenatore di calcio, dirigente sportivo e ex calciatore tedesco
- 1966 - Éric Cantona, ex calciatore, dirigente sportivo e attore francese
- 1966 - Ella Guru, pittrice e musicista statunitense
- 1966 - Flaco, allenatore di calcio e ex calciatore spagnolo
- 1966 - Huang Qineng, ex calciatore cinese
- 1966 - Tony Jones, giocatore di football americano statunitense († 2021)
- 1966 - Dariusz Kasperek, ex calciatore polacco
- 1966 - Peter Meinert Nielsen, ex ciclista su strada e dirigente sportivo danese
- 1966 - Massimo Modugno, cantante italiano
- 1966 - Ettore Pastorelli, ex ciclista su strada italiano
- 1966 - Claudio Pelosi, allenatore di calcio e ex calciatore italiano
- 1966 - Giovanni Rossi, dirigente sportivo e ex calciatore italiano
- 1966 - Simone Santi, giornalista italiano
- 1966 - Iacopo Venier, politico italiano
- 1966 - Viktor Šamirov, regista russo
- 1967 - Dana Ashbrook, attore statunitense
- 1967 - James Baxter, animatore britannico
- 1967 - Julia Bremermann, attrice tedesca
- 1967 - Eric Close, attore statunitense
- 1967 - Rossana Doll, ex attrice pornografica italiana
- 1967 - Maurizio Ferrarese, allenatore di calcio e ex calciatore italiano
- 1967 - Heavy D, cantante, rapper e attore statunitense († 2011)
- 1967 - Herbert Ilsanker, ex calciatore austriaco
- 1967 - Steve McDonald, bassista statunitense
- 1967 - Sherali Mirzo, generale e politico tagiko
- 1967 - Tommy Page, cantautore statunitense († 2017)
- 1967 - Bruno Putzulu, attore francese
- 1967 - Sergio Rebelli, giornalista, conduttore televisivo e conduttore radiofonico italiano
- 1967 - Ljubov' Vasil'eva, fondista e biatleta russa
- 1968 - Roberto Boscaglia, allenatore di calcio e ex calciatore italiano
- 1968 - Andrij Romanovyč Chomyn, calciatore sovietico († 1999)
- 1968 - Suada Dilberović, croata († 1992)
- 1968 - Roberto Farinella, vescovo cattolico italiano
- 1968 - Santiago Legarre, scrittore e avvocato argentino
- 1968 - Yang Ling, tiratore a segno cinese
- 1969 - Nathalie Caldonazzo, attrice, showgirl e ballerina italiana
- 1969 - Kōstas Flevarakīs, allenatore di pallacanestro greco
- 1969 - Alice Guionnet, matematica francese
- 1969 - Erlend Loe, scrittore, traduttore e sceneggiatore norvegese
- 1969 - Carl Anthony Payne II, attore statunitense
- 1969 - Jacob Rees-Mogg, politico britannico
- 1969 - Rich Robinson, chitarrista statunitense
- 1969 - Richard Vission, produttore discografico e disc jockey canadese
- 1970 - Raül Agné, allenatore di calcio e ex calciatore spagnolo
- 1970 - Cristiano Caratti, ex tennista italiano
- 1970 - Caroline Ebner, attrice e doppiatrice tedesca
- 1970 - Bo Hamburger, ex ciclista su strada e dirigente sportivo danese
- 1970 - Jia Zhangke, regista, scrittore e sceneggiatore cinese
- 1970 - Tadashi Koya, ex calciatore giapponese
- 1970 - Antonio Martín Velasco, ciclista su strada spagnolo († 1994)
- 1970 - Matteo Mauri, politico italiano
- 1970 - Shōji Nonoshita, ex calciatore giapponese
- 1970 - Sergio Zavattieri, fotografo e artista italiano
- 1971 - Helena Barquilla, supermodella spagnola
- 1971 - Andrea De Priamo, politico italiano
- 1971 - Kris Draper, ex hockeista su ghiaccio canadese
- 1971 - Thomas Langmann, produttore cinematografico e attore francese
- 1971 - Giulia Moi, politica italiana
- 1971 - Sokol Prenga, ex calciatore albanese
- 1972 - Layne Beachley, surfista e attrice australiana
- 1972 - Davide Belotti, allenatore di calcio e ex calciatore italiano
- 1972 - Greg Berlanti, sceneggiatore, regista e produttore televisivo statunitense
- 1972 - Víctor Mariscal, ex cestista messicano
- 1972 - Roberto Molinaro, disc jockey, produttore discografico e conduttore radiofonico italiano
- 1972 - Dion O'Cuinneagain, ex rugbista a 15 e medico sudafricano
- 1972 - Dmitrij Prokopenko, ex calciatore russo
- 1972 - Petra Ritter, ex tennista austriaca
- 1972 - Marc de Rougemont, ex rugbista a 15 francese
- 1972 - Maia Sandu, economista e politica moldava
- 1972 - Rolf Scherrer, lottatore svizzero
- 1972 - Oksana Skaldina, ex ginnasta ucraina
- 1972 - Maksim Viktorovič Suraev, cosmonauta e politico russo
- 1972 - Viviana Susin, ex nuotatrice italiana
- 1972 - Joanna Wiśniewska, discobola polacca
- 1972 - Michail Zus'ko, generale russo
- 1973 - Julián Villagrán, attore spagnolo
- 1973 - Karim Alami, ex tennista marocchino
- 1973 - Dragan Bajić, ex cestista e allenatore di pallacanestro bosniaco
- 1973 - Rodrigo Bueno, cantautore argentino († 2000)
- 1973 - Gustavo Oscar Carrara, arcivescovo cattolico argentino
- 1973 - Éric Carrière, ex calciatore francese
- 1973 - Bartolo Colón, giocatore di baseball dominicano
- 1973 - Dannes Coronel, calciatore ecuadoriano († 2020)
- 1973 - Michelle Dillon, triatleta britannica
- 1973 - Armando Festa, sceneggiatore e scrittore italiano
- 1973 - Peter Heine Nielsen, scacchista danese
- 1973 - Naoki Hiraoka, ex calciatore giapponese
- 1973 - Jill Johnson, cantante svedese
- 1973 - Steffen Kjærgaard, dirigente sportivo, ex ciclista su strada e pistard norvegese
- 1973 - Shirish Kunder, montatore e regista indiano
- 1973 - Alessandro Lamonica, allenatore di calcio e ex calciatore italiano
- 1973 - Kevin Livingston, ex ciclista su strada statunitense
- 1973 - Ruslana Lyžyčko, cantante, politica e attivista ucraina
- 1973 - Mwape Miti, ex calciatore zambiano
- 1973 - Guy Nattiv, regista, sceneggiatore e produttore cinematografico israeliano
- 1973 - Dermot O'Leary, conduttore televisivo e conduttore radiofonico britannico
- 1973 - Vladimír Šmicer, allenatore di calcio e ex calciatore ceco
- 1973 - Elena Viktorovna Tregubova, giornalista russa
- 1973 - Myo Hlaing Win, ex calciatore birmano
- 1974 - Florence Baverel-Robert, ex biatleta francese
- 1974 - Camilla Brinck, cantante svedese
- 1974 - Sébastien Foucan, sportivo e attore francese
- 1974 - Emily Hamilton, attrice britannica
- 1974 - Thorbjørn Harr, attore norvegese
- 1974 - Jens Lapidus, avvocato e scrittore svedese
- 1974 - Heorhij Leončuk, ex velista ucraino
- 1974 - Darina Mifkova, ex pallavolista italiana
- 1974 - Dash Mihok, attore e regista statunitense
- 1974 - Johan Van Herck, allenatore di tennis e ex tennista belga
- 1974 - María Vento-Kabchi, ex tennista venezuelana
- 1974 - Darryl Wilson, ex cestista statunitense
- 1975 - Markus Baumeister, attore tedesco
- 1975 - Massimiliano Bernini, politico italiano
- 1975 - Martín del Campo, ex calciatore uruguaiano
- 1975 - Jakub Fiala, ex sciatore alpino e sciatore freestyle statunitense
- 1975 - Giannīs Gkoumas, ex calciatore greco
- 1975 - David Krummenacker, ex mezzofondista statunitense
- 1975 - Alex Lacamoire, arrangiatore, compositore e direttore d'orchestra statunitense
- 1975 - Amora Mautner, regista televisiva e attrice brasiliana
- 1975 - Sofie Carsten Nielsen, politica danese
- 1975 - Nikolaj Olenikov, ex calciatore russo
- 1975 - Will Sasso, attore, comico e conduttore televisivo canadese
- 1976 - Alfonso Bendi, ex pallavolista italiano
- 1976 - Alessandro Cortini, polistrumentista, compositore e produttore discografico italiano
- 1976 - Nigel Henry, ex calciatore trinidadiano
- 1976 - George Kobaladze, sollevatore canadese
- 1976 - Synnøve Macody Lund, attrice norvegese
- 1976 - Adrian Mihalcea, ex calciatore romeno
- 1976 - Johannes Roberts, regista, sceneggiatore e produttore cinematografico inglese
- 1976 - Silje Vige, cantante norvegese
- 1976 - Gema Zamprogna, attrice canadese
- 1977 - Jo Joyner, attrice, modella e doppiatrice canadese
- 1977 - Liran Liany, arbitro di calcio israeliano
- 1977 - Eduardo Lorente, nuotatore spagnolo
- 1977 - Lü Gang, ex calciatore cinese
- 1977 - Vladimír Országh, ex hockeista su ghiaccio slovacco
- 1977 - Cinzia Ragusa, ex pallanuotista italiana
- 1977 - César Ramírez, ex calciatore paraguaiano
- 1977 - Jeroen Rijsdijk, allenatore di calcio, dirigente sportivo e ex calciatore olandese
- 1977 - Marc Silver, regista, direttore della fotografia e sceneggiatore britannico
- 1977 - Tamarine Tanasugarn, militare e ex tennista thailandese
- 1977 - Ivo Zbožínek, ex calciatore ceco
- 1978 - Brian Ching, dirigente sportivo, allenatore di calcio e ex calciatore statunitense
- 1978 - Paulo Filho, artista marziale misto brasiliano
- 1978 - Serena Garitta, personaggio televisivo italiano
- 1978 - Bryan Greenberg, attore e musicista statunitense
- 1978 - Johan Holmqvist, hockeista su ghiaccio svedese
- 1978 - Shalrie Joseph, allenatore di calcio e ex calciatore grenadino
- 1978 - Erick Kiptoon, ex maratoneta keniota
- 1978 - Marinos Satsias, allenatore di calcio e ex calciatore cipriota
- 1978 - Zsolt Varga, pallanuotista ungherese
- 1978 - Nicola Ventola, ex calciatore italiano
- 1978 - Luca Verdecchia, velocista italiano
- 1978 - Zakaria Zerouali, calciatore marocchino († 2011)
- 1979 - Julian Ahmataj, allenatore di calcio e ex calciatore albanese
- 1979 - Federico Amenta, ex calciatore italiano
- 1979 - Dalibor Doder, pallamanista svedese
- 1979 - Daria Guidetti, astrofisica e divulgatrice scientifica italiana
- 1979 - Maria Lawson, cantante britannica
- 1979 - Laura Macchi, ex cestista italiana
- 1979 - Kareem McKenzie, giocatore di football americano statunitense
- 1979 - Tracy McGrady, ex cestista statunitense
- 1979 - Frank Mir, artista marziale misto statunitense
- 1979 - Igor Novaković, ex calciatore croato
- 1979 - Julija Petrova, ex pallanuotista russa
- 1979 - Olivier Renard, dirigente sportivo e ex calciatore belga
- 1979 - Haaz Sleiman, attore libanese
- 1979 - Rubén Torrecilla, allenatore di calcio e ex calciatore spagnolo
- 1980 - Jason Babin, ex giocatore di football americano statunitense
- 1980 - Patrick Burgmeier, ex calciatore liechtensteinese
- 1980 - Cecilia Cheung, cantante e attrice cinese
- 1980 - Justin Hampson, giocatore di baseball statunitense
- 1980 - Ludovico Moresi, allenatore di calcio e ex calciatore italiano
- 1980 - Pasquale Muto, ex ciclista su strada italiano
- 1980 - Amanda Perez, cantautrice statunitense
- 1980 - Claudia Ruffo, attrice italiana
- 1980 - Achmad Saba'a, ex calciatore palestinese
- 1980 - Ivica Žuljević, allenatore di calcio e ex calciatore croato
- 1981 - Jordan Adams, ex cestista e allenatrice di pallacanestro statunitense
- 1981 - Kenan Bajramović, ex cestista bosniaco
- 1981 - Elijah Burke, wrestler statunitense
- 1981 - Roberto Cinardi, regista, autore televisivo e sceneggiatore italiano
- 1981 - David Fray, pianista francese
- 1981 - Andrej Hodek, calciatore slovacco
- 1981 - Markéta Jánská, modella ceca
- 1981 - Linda Liao, attrice, cantante e conduttrice televisiva taiwanese
- 1981 - Jerod Mixon, attore statunitense
- 1981 - James Peters, ex cestista statunitense
- 1981 - Viktor Ruban, arciere ucraino
- 1981 - Simone Rugiati, cuoco, conduttore televisivo e scrittore italiano
- 1981 - Penny Taylor, ex cestista e allenatrice di pallacanestro australiana
- 1981 - Thomas Vulivuli, calciatore figiano
- 1981 - Felipe de Souza Campos, ex calciatore brasiliano
- 1982 - Issah Ahmed, ex calciatore ghanese
- 1982 - DaMarcus Beasley, imprenditore e ex calciatore statunitense
- 1982 - Víctor Bernárdez, ex calciatore honduregno
- 1982 - Tiago Camilo, judoka brasiliano
- 1982 - Damien Chrysostome, ex calciatore beninese
- 1982 - Roberto Colautti, ex calciatore argentino
- 1982 - Guillaume Costentin, dirigente sportivo e ex cestista francese
- 1982 - Ibrahim Diaky, ex calciatore ivoriano
- 1982 - Kim Frank, cantante, attore e regista tedesco
- 1982 - Xavier Gil, ex calciatore andorrano
- 1982 - Elys Guzmán, cestista dominicano
- 1982 - Alexander Koll, ex sciatore alpino austriaco
- 1982 - Beatriz Luz Lattanzi, attrice colombiana
- 1982 - Masha Maiorano, ex cestista italiana
- 1982 - Laurent Pionnier, ex calciatore francese
- 1982 - Edgar Puerta, pugile messicano
- 1982 - Mohammed Rafi, ex calciatore indiano
- 1983 - Stefano Costantini, pilota automobilistico italiano
- 1983 - Marco Crugnola, ex tennista italiano
- 1983 - Custódio, allenatore di calcio e ex calciatore portoghese
- 1983 - Žydrūnas Karčemarskas, ex calciatore lituano
- 1983 - Mads-Kristoffer Kristoffersen, arbitro di calcio danese
- 1983 - Matthew Lloyd, ex ciclista su strada australiano
- 1983 - Rikard Nilsson, allenatore di calcio e ex calciatore svedese
- 1983 - Moshe Ohayon, ex calciatore israeliano
- 1983 - Viktor Pečovský, calciatore slovacco
- 1983 - Parker Sawyers, attore statunitense
- 1984 - Lucien Aubey, ex calciatore francese
- 1984 - Nelson Benítez, ex calciatore argentino
- 1984 - Monica Bergamelli, allenatrice di ginnastica e ex ginnasta italiana
- 1984 - Wilma González, modella spagnola
- 1984 - Sarah Hagan, attrice statunitense
- 1984 - Jonas Pinto Junior, giocatore di calcio a 5 brasiliano
- 1984 - Vid Kavticnik, ex pallamanista sloveno
- 1984 - Dmitri Kruglov, calciatore estone
- 1984 - Simone Mendes, cantante brasiliana
- 1984 - Pak Kin Lao, calciatore macaense
- 1984 - Ludovic Quistin, calciatore francese († 2012)
- 1984 - Alma Zadić, avvocata e politica austriaca
- 1985 - Yordany Álvarez, ex calciatore cubano
- 1985 - Penny Barber, attrice pornografica statunitense
- 1985 - Adam Demos, attore australiano
- 1985 - Luiz Eduardo Azevedo Dantas, ex calciatore brasiliano
- 1985 - Csaba Ferencz, cestista ungherese
- 1985 - Jordi Gómez, ex calciatore spagnolo
- 1985 - Björgvin Páll Gústavsson, pallamanista e allenatore di pallamano islandese
- 1985 - Karina da Silva Jacob, cestista brasiliana
- 1985 - Vasyl' Kobin, ex calciatore ucraino
- 1985 - Diego Manicero, calciatore argentino
- 1985 - Nana Meriwether, modella sudafricana
- 1985 - Aaron Payas, ex calciatore gibilterriano
- 1985 - Alberto Ortiz Moreno, ex calciatore spagnolo
- 1985 - Richard Tkáč, ex sollevatore slovacco
- 1985 - Juan Carlos Toja, ex calciatore colombiano
- 1985 - Fabrizio Traversa, attore italiano
- 1985 - John Vigilante, hockeista su ghiaccio e allenatore di hockey su ghiaccio statunitense († 2018)
- 1985 - Tayliah Zimmer, nuotatrice australiana
- 1986 - Franz Aschenbrenner, pilota motociclistico tedesco
- 1986 - Ludovic Baal, calciatore francese
- 1986 - Mark Ballas, ballerino statunitense
- 1986 - Saúl Berjón, ex calciatore spagnolo
- 1986 - Tony Carter, giocatore di football americano statunitense
- 1986 - João Coimbra, ex calciatore portoghese
- 1986 - Bernard Dematteis, fondista di corsa in montagna italiano
- 1986 - Martin Dematteis, fondista di corsa in montagna italiano
- 1986 - Ladislas Douniama, calciatore congolese (Repubblica del Congo)
- 1986 - Giannīs Kontoes, allenatore di calcio e ex calciatore greco
- 1986 - Jordan Metcalfe, attore inglese
- 1986 - Carolina Rodríguez, ginnasta spagnola
- 1986 - Evandro Roncatto, ex calciatore brasiliano
- 1986 - Abdelaziz Tawfik, calciatore egiziano
- 1986 - Hannes Wagner, allenatore di sci alpino e ex sciatore alpino tedesco
- 1987 - Giorgia Bordignon, sollevatrice italiana
- 1987 - Luciano Cantone, politico italiano
- 1987 - Janelle Cordia, calciatrice statunitense
- 1987 - Fabio Fognini, ex tennista italiano
- 1987 - Déborah François, attrice belga
- 1987 - Jimena Barón, attrice e cantante argentina
- 1987 - José Henríquez, ex calciatore salvadoregno
- 1987 - Damir Kedžo, cantante croato
- 1987 - Justinas Kinderis, pentatleta lituano
- 1987 - Alessandro Nora, pallanuotista italiano
- 1987 - Maxim Noreau, ex hockeista su ghiaccio canadese
- 1987 - Laura Thorpe, ex tennista francese
- 1988 - Masei Amosa, calciatore samoano
- 1988 - Artëm Anisimov, hockeista su ghiaccio russo
- 1988 - Bernardo Añor, ex calciatore venezuelano
- 1988 - Biadigling Elias, calciatore etiope
- 1988 - Tony Gallopin, ex ciclista su strada francese
- 1988 - Billy Gilman, cantante statunitense
- 1988 - Everton Bilher, calciatore brasiliano
- 1988 - Callie Hernandez, attrice e modella statunitense
- 1988 - Ilya Ilin, sollevatore kazako
- 1988 - Jakkraphan Kaewprom, calciatore thailandese
- 1988 - Emmanuel Ledesma, ex calciatore argentino
- 1988 - Ramón Osni Moreira Lage, ex calciatore brasiliano
- 1988 - Denis Petrić, calciatore sloveno
- 1988 - Ibrahim Somé Salombo, calciatore congolese (Repubblica Democratica del Congo)
- 1988 - Maicol Verzotto, tuffatore italiano
- 1988 - Ivor Weitzer, calciatore croato
- 1988 - Daniella Álvarez, modella colombiana
- 1989 - Izu Azuka, ex calciatore nigeriano
- 1989 - Yannick Bolasie, calciatore congolese (Repubblica Democratica del Congo)
- 1989 - Francesco Cafiso, sassofonista, direttore artistico e produttore discografico italiano
- 1989 - Anderson Cueto, ex calciatore peruviano
- 1989 - Valerio Desirò, attore e sceneggiatore italiano
- 1989 - Mohammed Fellah, ex calciatore norvegese
- 1989 - G-Eazy, rapper e produttore discografico statunitense
- 1989 - Pavel Gromyko, cestista russo
- 1989 - Brianne Howey, attrice statunitense
- 1989 - Pavel Ignatovič, ex calciatore russo
- 1989 - Yūta Iyama, giocatore di go giapponese
- 1989 - Kalin Lucas, cestista statunitense
- 1989 - Juan Pablo Passaglia, calciatore argentino
- 1989 - Adel Taarabt, calciatore marocchino
- 1989 - Pietro Visconti, calciatore italiano
- 1989 - Franziska Weber, canoista tedesca
- 1989 - Tina Weirather, ex sciatrice alpina liechtensteinese
- 1989 - Cauê Cecilio da Silva, calciatore brasiliano
- 1990 - Paweł Bernas, ciclista su strada e mountain biker polacco
- 1990 - Federico Bussolin, nuotatore italiano
- 1990 - Mattias Ekholm, hockeista su ghiaccio svedese
- 1990 - Leonie Fiebig, bobbista e ex velocista tedesca
- 1990 - Daniel García Carrillo, calciatore spagnolo
- 1990 - César García, cestista venezuelano
- 1990 - Bruno González, calciatore spagnolo
- 1990 - Aleksandr Gorbunov, cosmonauta russo
- 1990 - Cam Johnson, giocatore di football americano statunitense
- 1990 - Jarrod Jones, cestista statunitense
- 1990 - Joey Logano, pilota automobilistico statunitense
- 1990 - Dario Marinović, giocatore di calcio a 5 croato
- 1990 - Yūya Matsushita, cantante e attore giapponese
- 1990 - Félix Moati, attore francese
- 1990 - Dalton Pepper, cestista statunitense
- 1990 - Jordan Spence, ex calciatore britannico
- 1990 - Enrico Targa, ex rugbista a 15 italiano
- 1990 - Sandra Vinces, modella ecuadoriana
- 1990 - Juxhin Xhaja, arbitro di calcio albanese
- 1991 - Maxim Boghiu, ex calciatore moldavo
- 1991 - Abdelhakim Bouhna, ex calciatore belga
- 1991 - Clément Daniel, pallavolista francese
- 1991 - Leia Dongue, cestista mozambicana
- 1991 - Cody Eakin, hockeista su ghiaccio canadese
- 1991 - Satsuki Fujisawa, giocatrice di curling giapponese
- 1991 - Kim Yoon-hye, attrice sudcoreana
- 1991 - Mattia Bottani, calciatore svizzero
- 1991 - Etiene Medeiros, nuotatrice brasiliana
- 1991 - Jeppe Grønning, calciatore danese
- 1992 - Marcus Bettinelli, calciatore inglese
- 1992 - Travis T. Flory, attore televisivo statunitense
- 1992 - Khairi Fortt, giocatore di football americano statunitense
- 1992 - Cristian Ganea, calciatore rumeno
- 1992 - Sarah Imovbioh, cestista nigeriana
- 1992 - Daniel Islas Arroyo, tuffatore messicano
- 1992 - Dávid Kelemen, calciatore ungherese
- 1992 - Aleksandr Kulinitš, calciatore estone
- 1992 - Ryan Leonard, calciatore inglese
- 1992 - Ruben Ligeon, calciatore olandese
- 1992 - Antoine Mason, cestista statunitense
- 1992 - Kimberley McRae, slittinista canadese
- 1992 - IDK, rapper e cantautore britannico
- 1992 - Bakar Mirtskhulava, calciatore georgiano
- 1992 - Rustem Murzagaliev, cestista kazako
- 1992 - Ethan Rusbatch, cestista neozelandese
- 1992 - Charlie Trafford, ex calciatore canadese
- 1993 - Nelson Agholor, giocatore di football americano nigeriano
- 1993 - Bob Bertemes, pesista lussemburghese
- 1993 - Irol, rapper sammarinese
- 1993 - Artëm Mal'cev, fondista russo
- 1993 - Lester Medford, cestista statunitense
- 1993 - Julia Molins, attrice e modella spagnola
- 1993 - Alan Schons, calciatore brasiliano
- 1993 - Uju Ugoka, cestista nigeriana
- 1993 - Nico Yennaris, calciatore inglese
- 1994 - Bryan Barrios, calciatore honduregno
- 1994 - Cayden Boyd, attore statunitense
- 1994 - Roberto Chen, calciatore panamense
- 1994 - Joseph Dan-Tyrell, calciatore samoano
- 1994 - Anderson Esiti, calciatore nigeriano
- 1994 - Brian Ferreira, calciatore argentino
- 1994 - Leah Galton, calciatrice britannica
- 1994 - Valerian Gvilia, calciatore georgiano
- 1994 - Naoki Kawaguchi, calciatore giapponese
- 1994 - Leonel López, calciatore messicano
- 1994 - Jarell Martin, cestista statunitense
- 1994 - Emma McKeon, ex nuotatrice australiana
- 1994 - Hervaine Moukam, calciatore camerunese
- 1994 - Lily Newmark, attrice e modella statunitense
- 1994 - Carola Paissoni, judoka italiana
- 1994 - Dimaş Qūdaibergen, cantautore e polistrumentista kazako
- 1994 - Sandy Sánchez, calciatore cubano
- 1994 - Daiya Seto, nuotatore giapponese
- 1994 - Dan Spătaru, calciatore moldavo
- 1994 - Milda Valčiukaitė, canottiera lituana
- 1994 - Andreas Veerpalu, fondista estone
- 1994 - Niv Zrihan, calciatore israeliano
- 1994 - Rodrigo de Paul, calciatore argentino
- 1995 - Chidobe Awuzie, giocatore di football americano statunitense
- 1995 - Martina Battocchio, ex calciatrice italiana
- 1995 - Orinho, calciatore brasiliano
- 1995 - Federico Campaiola, doppiatore italiano
- 1995 - Branimir Cipetić, calciatore bosniaco
- 1995 - Giuseppe Venceslao del Liechtenstein, principe liechtensteinese
- 1995 - Nelson Insfrán, calciatore argentino
- 1995 - Lucas Marques de Oliveira, calciatore brasiliano
- 1995 - Dominique Pegg, ex ginnasta canadese
- 1995 - Ivan Petunin, rapper e attivista russo († 2022)
- 1995 - Kiiara, cantante e cantautrice statunitense
- 1995 - Rodrigo de Oliveira Ramos, calciatore brasiliano
- 1995 - Aleksander Śliwka, pallavolista polacco
- 1996 - Cyrille Bayala, calciatore burkinabé
- 1996 - Claudia Cretti, paraciclista, ex ciclista su strada e pistard italiana
- 1996 - Amalie Dideriksen, ciclista su strada e pistard danese
- 1996 - Aschraf El Mahdioui, calciatore olandese
- 1996 - George Lucas Alves de Paula, cestista brasiliano
- 1996 - Jaycee Hillsman, cestista statunitense
- 1996 - Marcin Komenda, pallavolista polacco
- 1996 - Kevin Medel, calciatore cileno
- 1996 - Giorgi Melikidze, rugbista a 15 georgiano
- 1996 - Yousef Hassan, calciatore qatariota
- 1996 - Nadia Tereszkiewicz, attrice francese
- 1997 - Hansel Atencia, cestista colombiano
- 1997 - Jonah Ayunga, calciatore keniota
- 1997 - Elisa Battistoni, calciatrice italiana
- 1997 - Visar Bekaj, calciatore kosovaro
- 1997 - Cristian Calderón, calciatore messicano
- 1997 - Massimo Cioffi, rugbista a 15 italiano
- 1997 - Marten Gasparini, giocatore di baseball italiano
- 1997 - Anton Mamaev, snowboarder russo
- 1997 - Anthony Montero, lottatore venezuelano
- 1997 - Mads Stürup, cestista danese
- 1997 - Mogos Tuemay, mezzofondista etiope
- 1997 - Luka Šimunović, calciatore croato
- 1998 - Johannes Adamietz, ciclista su strada tedesco
- 1998 - Maciej Ambrosiewicz, calciatore polacco
- 1998 - Daisy Edgar-Jones, attrice britannica
- 1998 - Grent Halili, ex calciatore albanese
- 1998 - Bence Kardos, pentatleta ungherese
- 1998 - Tyler Mitchem, pallavolista statunitense
- 1998 - Jordan Pierre-Gilles, pattinatore di short track canadese
- 1998 - Eljon Sota, calciatore albanese
- 1998 - Aher Uguak, cestista canadese
- 1999 - Kacper Chodyna, calciatore polacco
- 1999 - Brodric Martin, giocatore di football americano statunitense
- 1999 - Jordan Mason, giocatore di football americano statunitense
- 1999 - Ulrich Meleke, calciatore ivoriano
- 1999 - Tarjei Sandvik Moe, attore norvegese
- 1999 - Charlie Plummer, attore statunitense
- 1999 - Anel Šabanadžović, calciatore bosniaco
- 2000 - Vasilije Bakić, calciatore serbo
- 2000 - Jaminton Campaz, calciatore colombiano
- 2000 - Caren Chebet, siepista keniota
- 2000 - Vladyslav Dmytrenko, calciatore ucraino
- 2000 - Karenna Elliott, sciatrice freestyle statunitense
- 2000 - Jun Endō, calciatrice giapponese
- 2000 - Luca Giossa, calciatore uruguaiano
- 2000 - Luka Jelenić, calciatore croato
- 2000 - Keyontae Johnson, cestista statunitense
- 2000 - Vasil Kušej, calciatore ceco
- 2000 - Jon McCracken, calciatore scozzese
- 2000 - Louise McDaniel, calciatrice nordirlandese
- 2000 - Noah Okafor, calciatore svizzero

## XXI secolo(28)
- 2001 - Kevin Ackermann, calciatore svedese
- 2001 - Brayan Ceballos, calciatore colombiano
- 2001 - Matheus Cunha Queiroz, calciatore brasiliano
- 2001 - Moisés Mosquera, calciatore colombiano
- 2001 - Marlon Mustapha, calciatore austriaco
- 2001 - Ren Nikaidō, saltatore con gli sci giapponese
- 2001 - Strahinja Pavlović, calciatore serbo
- 2001 - Danila Prochin, calciatore russo
- 2002 - Lucas Beaufort, cestista francese
- 2002 - Nicolás Figueroa, calciatore peruviano
- 2002 - Jimer Fory, calciatore colombiano
- 2002 - Tyler Warren, giocatore di football americano statunitense
- 2003 - Mateo Ponte, calciatore uruguaiano
- 2004 - Cadu, calciatore brasiliano
- 2004 - Yvandro Borges Sanches, calciatore lussemburghese
- 2004 - Youssef Chermiti, calciatore portoghese
- 2004 - Axel Encinas, calciatore argentino
- 2004 - Albin Larsson, sciatore alpino svedese
- 2004 - Fer López, calciatore spagnolo
- 2004 - Sami Meguetounif, pilota automobilistico francese
- 2004 - Daniil Šantalij, calciatore russo
- 2005 - Agustín Juárez, calciatore argentino
- 2005 - Estelle Martin, sciatrice alpina canadese
- 2005 - Birtukan Molla, mezzofondista etiope
- 2005 - Diego Rodrigues, calciatore portoghese
- 2007 - Melody Halbeisen, nuotatrice artistica svizzera
- 2007 - Thae Su Nyein, modella e attrice birmana
- 2007 - Qiu Qiyuan, ginnasta cinese